# ヴィニヤード・シアター
ヴィニヤード・シアター（Vineyard Theatre） はニューヨークにある非営利のオフ・ブロードウェイ劇場。トニー賞を獲得したミュージカル『アベニューQ』やオビー賞を受賞したミュージカル『title of show（原題）』が上演されたことで知られる。
ヴィニヤードは「新しい事、大胆なプログラムや芸術家のサポートを応援します」と自身を表現している。
2007年に25周年を迎えた。
また劇場自体が芸術家たちのコミュニティー（Vineyard Community of Artist）になっており、劇作家、作曲家、俳優、デザイナー、およびディレクターにさまざまな機会を与える場ともなっており、公開討論会、招待講演や新しく執筆中の作品の非公式なリーディングや完成した作品のリーディングを後援している。

## ヴィニヤード・シアターについて
住所:
108 East 15th Street
New York, NY 10003
近接ランドマーク:
ユニオン・スクエア（Union Square）
場所:
East 15th Streetの南側, Union Square East と Irving Place の間
座席数:
120
劇場の様式:
プロセニアム型